# Тіноаса
Тіноаса (рум. Tinoasa) — село у повіті Вранча в Румунії. Входить до складу комуни Думітрешть.
Село розташоване на відстані 144 км на північний схід від Бухареста, 24 км на південний захід від Фокшан, 90 км на захід від Галаца, 100 км на схід від Брашова.

## Населення
За даними перепису населення 2002 року у селі проживала 231 особа, усі — румуни. Усі жителі села рідною мовою назвали румунську.